# اتسلینگ
اتسلینگ (به فرانسوی: Etzling) یک کمون در فرانسه است که در Canton of Stiring-Wendel واقع شده‌است.

## خصوصیات
اتسلینگ ۴٫۹۴ کیلومترمربع مساحت و ۱٬۱۸۸ نفر جمعیت دارد و ۳۵۰ متر بالاتر از سطح دریا واقع شده‌است.